# Caminos de Santiago de los Portugueses

Actuales Caminos de Santiago de los portugueses

Dos trazados independientes constituyen los conocidos como Caminos de Santiago de los Portugueses y son el resultado de la confluencia de las Rutas Jacobeas Portuguesas una vez que se adentran en tierras gallegas.
- Ruta costeras:

Los trazados de las rutas costeras son la continuación de los senderos seguidos por los peregrinos portugueses que se encaminaban a Santiago de Compostela a través de una de las rutas que discurrían en el eje Lisboa-Coímbra-Oporto entraban en Galicia cruzando el río Miño.
Para ello, en un principio era imprescindible hacerlo a través de la localidad de Tuy, pues sólo en ella existía un puente para hacerlo. Más tarde, al construirse las infraestructuras necesarias para salvar este obstáculo en las localidades de Goyán y La Guardia, ambas poblaciones comenzaron a formar parte de las rutas de los portugueses en tierras españolas.
- Rutas de interior:

Este camino histórico, debe su nombre a que los peregrinos portugueses que se encaminaban a Santiago de Compostela a través de una de las rutas que discurrían por el interior del país entraban en tierras gallegas uniéndose a los españoles que optaban por el Camino de Santiago Sanabrés o el Camino de la Plata de Portugal.
El trazado entre Orense y Santiago de Compostela forma parte para muchos autores del Camino de Santiago Sanabrés.
Todos los tramos de ambos recorridos están convenientemente dotados de señalización, así como de infraestructuras necesarias para una peregrinación adecuada.

## Trazado de la ruta

### Ruta de la Costa desde Tuy
| Población                           | Provincia  | A Santiago (km) |
| ----------------------------------- | ---------- | --------------- |
| Tuy                                 | Pontevedra | 107             |
| Ribadelouro (Tuy)                   | Pontevedra | 101             |
| Porriño                             | Pontevedra | 94              |
| Mos                                 | Pontevedra | 89              |
| Enxertade (Mos)                     | Pontevedra | 84              |
| Redondela                           | Pontevedra | 78              |
| Viso (Redondela)                    | Pontevedra | 75              |
| Puente-Sampayo (Pontevedra)         | Pontevedra | 71              |
| Pontevedra                          | Pontevedra | 59              |
| Alba (Pontevedra)                   | Pontevedra | 56              |
| Tibo (Caldas de Reyes)              | Pontevedra | 40              |
| Caldas de Reyes                     | Pontevedra | 39              |
| Carracedo (Caldas de Reyes)         | Pontevedra | 33              |
| Valga                               | Pontevedra | 29              |
| Puentecesures                       | Pontevedra | 25              |
| Padrón                              | La Coruña  | 22              |
| Iria Flavia (Padrón)                | La Coruña  | 19              |
| Santuario de la Esclavitud (Padrón) | La Coruña  | 16              |
| Rúa de Francos (Teo)                | La Coruña  | 9               |
| Santiago de Compostela              | La Coruña  | 0               |

### Ruta de la Costa desde Goyán
| Población      | Provincia  | A Santiago (km) |
| -------------- | ---------- | --------------- |
| Goyán (Tomiño) | Pontevedra | 132             |
| Tomiño         | Pontevedra | 126             |
| Gondomar       | Pontevedra | 111             |
| Vigo           | Pontevedra | 93              |
| Redondela      | Pontevedra | 79              |

### Ruta de la Costa desde La Guardia
| Población  | Provincia  | A Santiago (km) |
| ---------- | ---------- | --------------- |
| La Guardia | Pontevedra | 151             |
| El Rosal   | Pontevedra | 145             |
| Oya        | Pontevedra | 132             |
| Bayona     | Pontevedra | 114             |
| Nigrán     | Pontevedra | 107             |
| Vigo       | Pontevedra | 93              |

### Ruta por el Interior
| Población                              | Provincia  | A Santiago (km) |
| -------------------------------------- | ---------- | --------------- |
| Verín                                  | Orense     | 233             |
| Monterrey                              | Orense     | 229             |
| Albarellos (Monterrey)                 | Orense     | 222             |
| Rebordondo (Cualedro)                  | Orense     | 214             |
| Trasmiras                              | Orense     | 206             |
| Zos (Trasmiras)                        | Orense     | 200             |
| Boado (Ginzo de Limia)                 | Orense     | 196             |
| Ginzo de Limia                         | Orense     | 191             |
| Vilariño das Poldras (Sandianes)       | Orense     | 185             |
| Couso de Limia (Sandianes)             | Orense     | 184             |
| Sandianes                              | Orense     | 182             |
| Piñeira de Arcos (Sandianes)           | Orense     | 179             |
| Coedo (Allariz)                        | Orense     | 177             |
| Torneiros (Allariz)                    | Orense     | 172             |
| San Salvador de Penedós (Allariz)      | Orense     | 170             |
| Allariz                                | Orense     | 163             |
| Roiriz de Abajo (Allariz)              | Orense     | 161             |
| Roiriz de Arriba (Allariz)             | Orense     | 160             |
| Turzás (Allariz)                       | Orense     | 156             |
| La Villa (Allariz)                     | Orense     | 153             |
| Armeá (Allariz)                        | Orense     | 153             |
| Santiago de Rabeda (Taboadela)         | Orense     | 146             |
| Abeledo (Taboadela)                    | Orense     | 146             |
| Pereiras (Taboadela)                   | Orense     | 144             |
| Ponte Noalla (San Ciprián de Viñas)    | Orense     | 137             |
| Orense                                 | Orense     | 130             |
| Cudeiro (Orense)                       | Orense     | 125             |
| Tamallancos (Villamarín)               | Orense     | 114             |
| Sobreira (Villamarín)                  | Orense     | 110             |
| Casas Novas (San Cristóbal de Cea)     | Orense     | 104             |
| San Cristóbal de Cea                   | Orense     | 102             |
| Puerto del Soto (San Cristóbal de Cea) | Orense     | 101             |
| Cotela (San Cristóbal de Cea)          | Orense     | 99              |
| Piñor                                  | Orense     | 97              |
| Carballeda de Avia (Piñor)             | Pontevedra | 92              |
| Castro (Dozón)                         | Pontevedra | 82              |
| A Xesta (Lalín)                        | Pontevedra | 71              |
| Botos (Lalín)                          | Pontevedra | 67              |
| Lalín                                  | Pontevedra | 63              |
| Donsión (Lalín)                        | Pontevedra | 58              |
| Prado (Lalín)                          | Pontevedra | 54              |
| Silleda                                | Pontevedra | 48              |
| Foxo (Silleda)                         | Pontevedra | 44              |
| Margaride (Silleda)                    | Pontevedra | 41              |
| Chapa (Silleda)                        | Pontevedra | 35              |
| Bandeira (Silleda)                     | Pontevedra | 33              |
| Piñeiro (Silleda)                      | Pontevedra | 31              |
| Loimil (La Estrada)                    | Pontevedra | 28              |
| Oca (La Estrada)                       | Pontevedra | 27              |
| Castrotión (Silleda)                   | Pontevedra | 26              |
| Balboa (La Estrada)                    | Pontevedra | 25              |
| Arnois (La Estrada)                    | Pontevedra | 24              |
| Puente Ulla (Vedra)                    | La Coruña  | 22              |
| Afox (Vedra)                           | La Coruña  | 20              |
| Francés (Vedra)                        | La Coruña  | 19              |
| Cumbraos (Vedra)                       | La Coruña  | 19              |
| Sobredo (Vedra)                        | La Coruña  | 17              |
| Lestedo (Boqueijón)                    | La Coruña  | 15              |
| Ruibal (Boqueijón)                     | La Coruña  | 14              |
| Susana (Santiago de Compostela)        | La Coruña  | 11              |
| Paradela (Santiago de Compostela)      | La Coruña  | 9               |
| Corexo (Santiago de Compostela)        | La Coruña  | 7               |
| Piñeiro (Santiago de Compostela)       | La Coruña  | 5               |
| Sar (Santiago de Compostela)           | La Coruña  | 2               |
| Santiago de Compostela                 | La Coruña  | 0               |

### Ruta por el Interior: variante por Mandrás
| Población                          | Provincia | A Santiago (km) |
| ---------------------------------- | --------- | --------------- |
| Orense                             | Orense    | 126             |
| Quintela (Orense)                  | Orense    | 123             |
| Liñares (Amoeiro)                  | Orense    | 119             |
| Cimadevilla (Amoeiro)              | Orense    | 114             |
| Mandrás (San Cristóbal de Cea)     | Orense    | 109             |
| Casas Novas (San Cristóbal de Cea) | Orense    | 104             |

### Ruta por el Interior: variante por Osera
| Población                    | Provincia  | A Santiago (km) |
| ---------------------------- | ---------- | --------------- |
| San Cristóbal de Cea         | Orense     | 102             |
| Osera (San Cristóbal de Cea) | Orense     | 91              |
| Coiras (Piñor)               | Orense     | 88              |
| Castro (Dozón)               | Pontevedra | 82              |

### Galería de imágenes

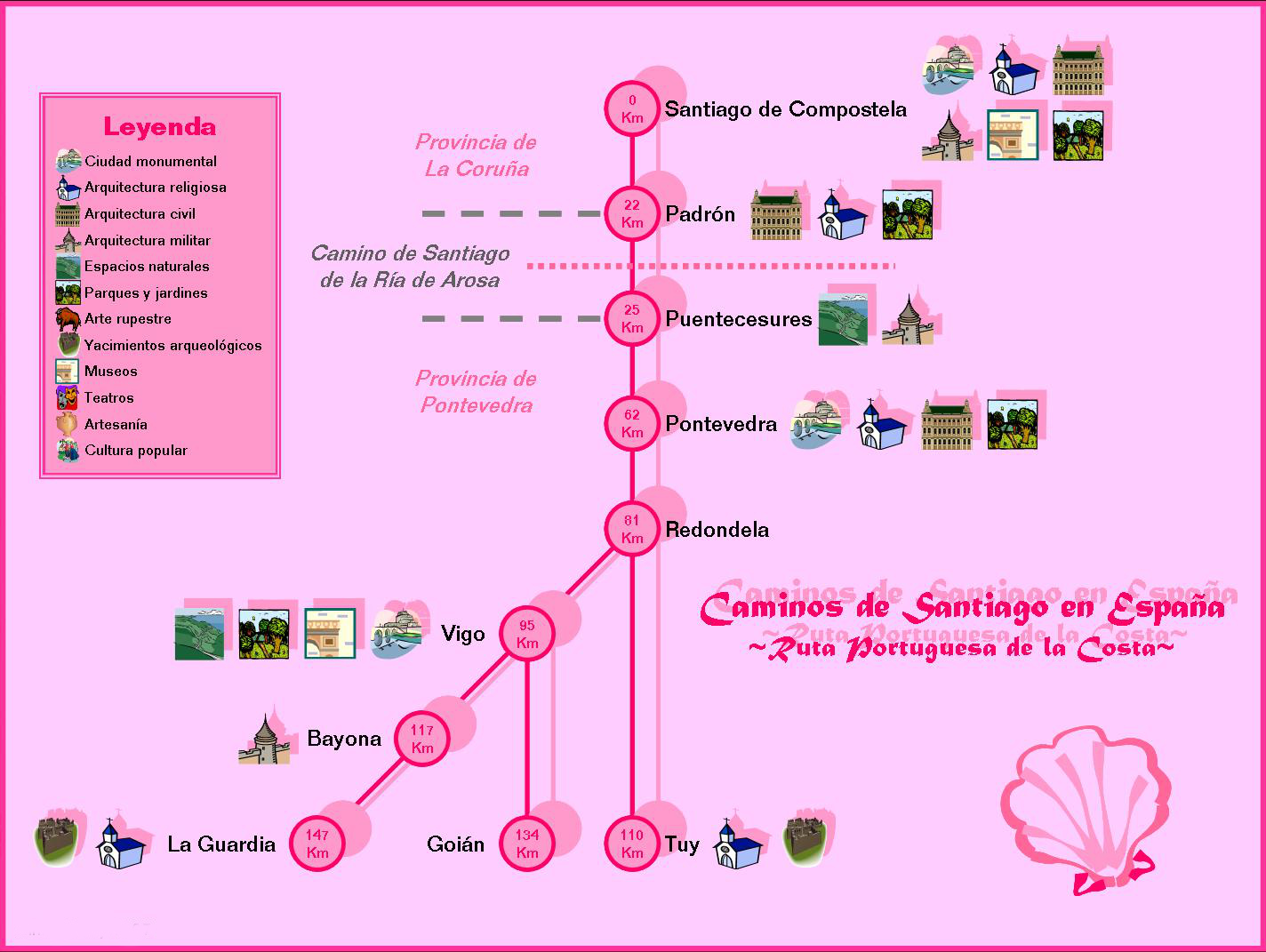
Croquis del Camino de Santiago Portuguës: Rutas costeras
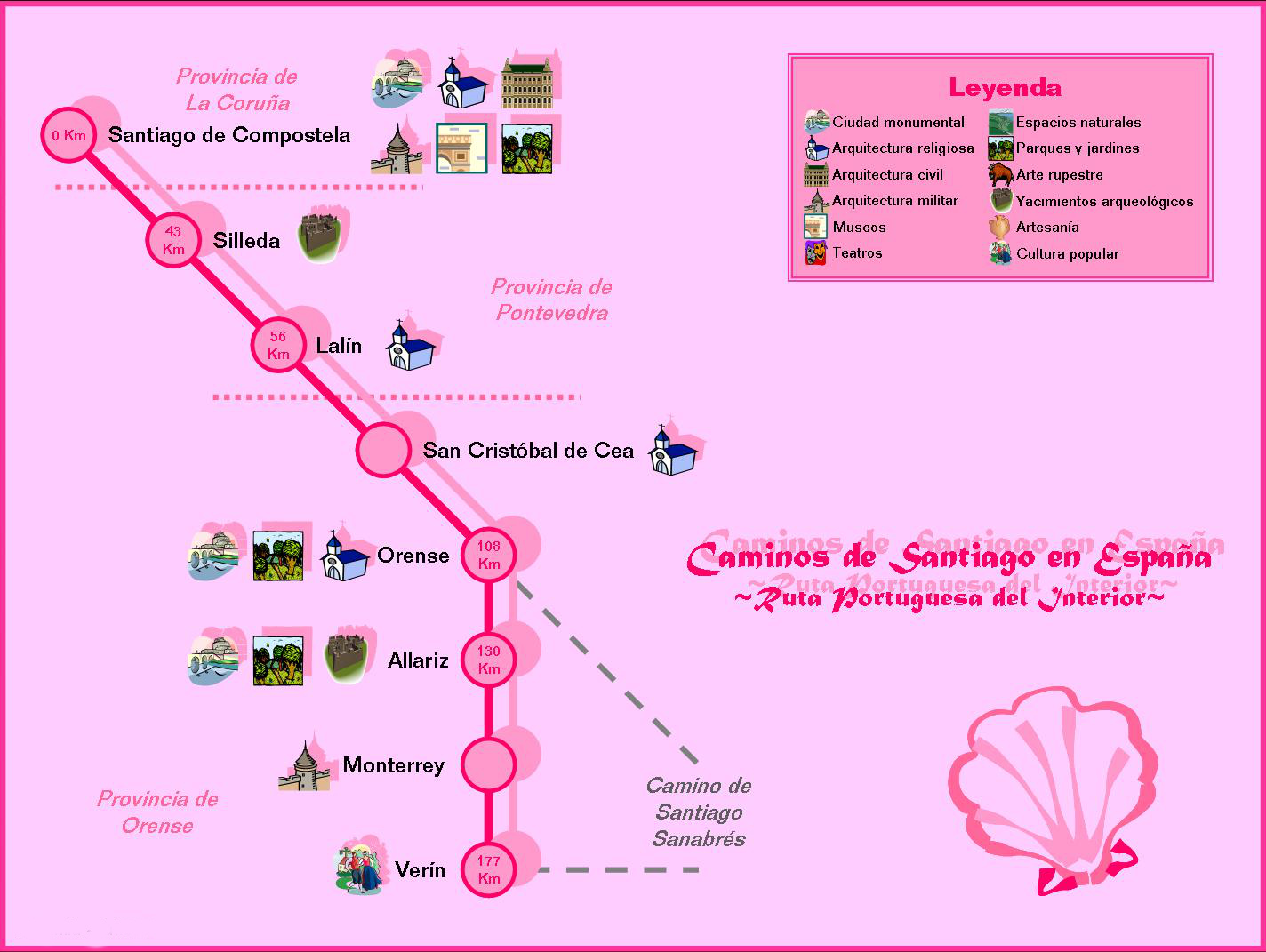
Croquis del Camino de Santiago Portuguës: Ruta por el interior
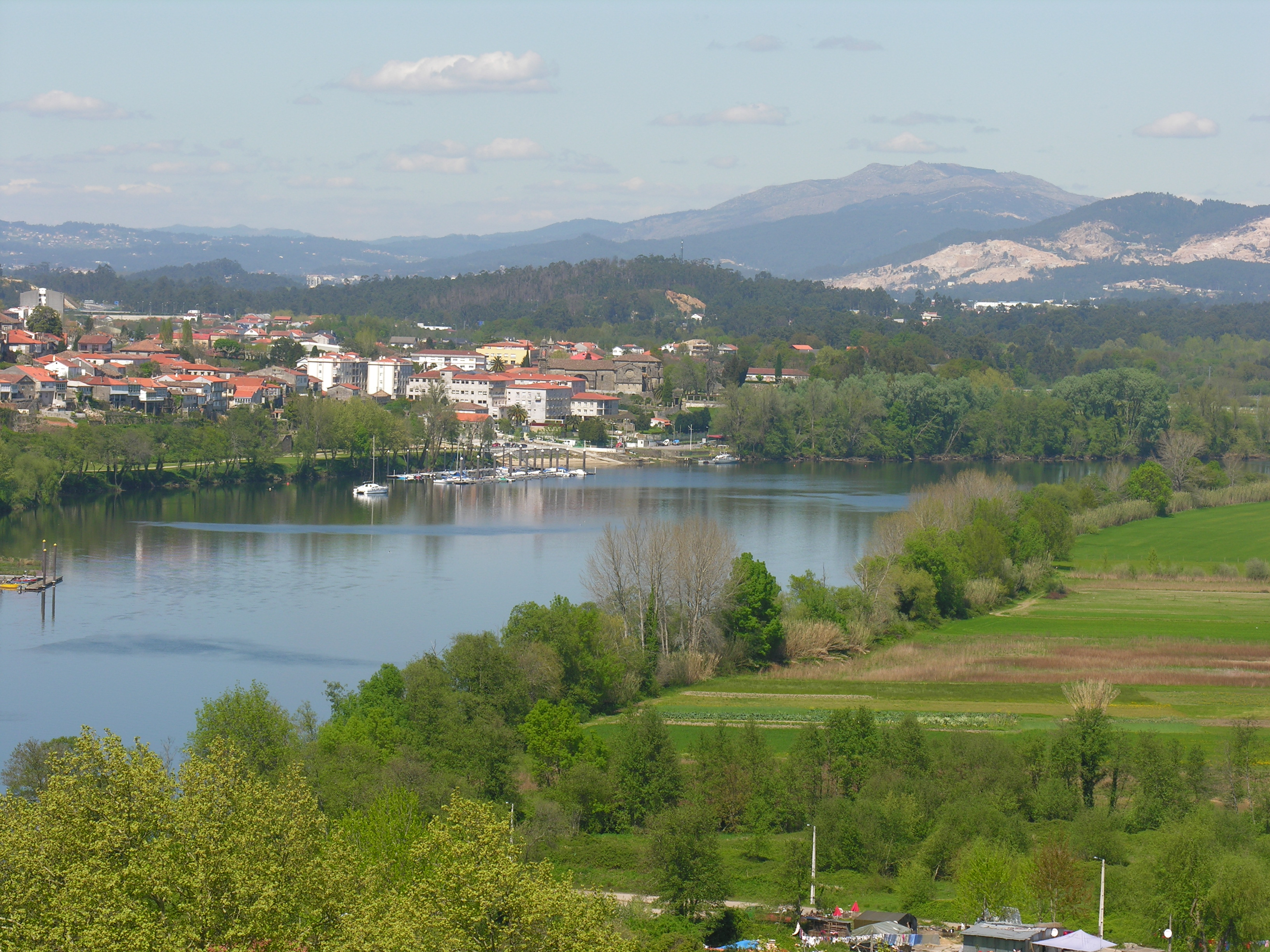
Tuy (Pontevedra)
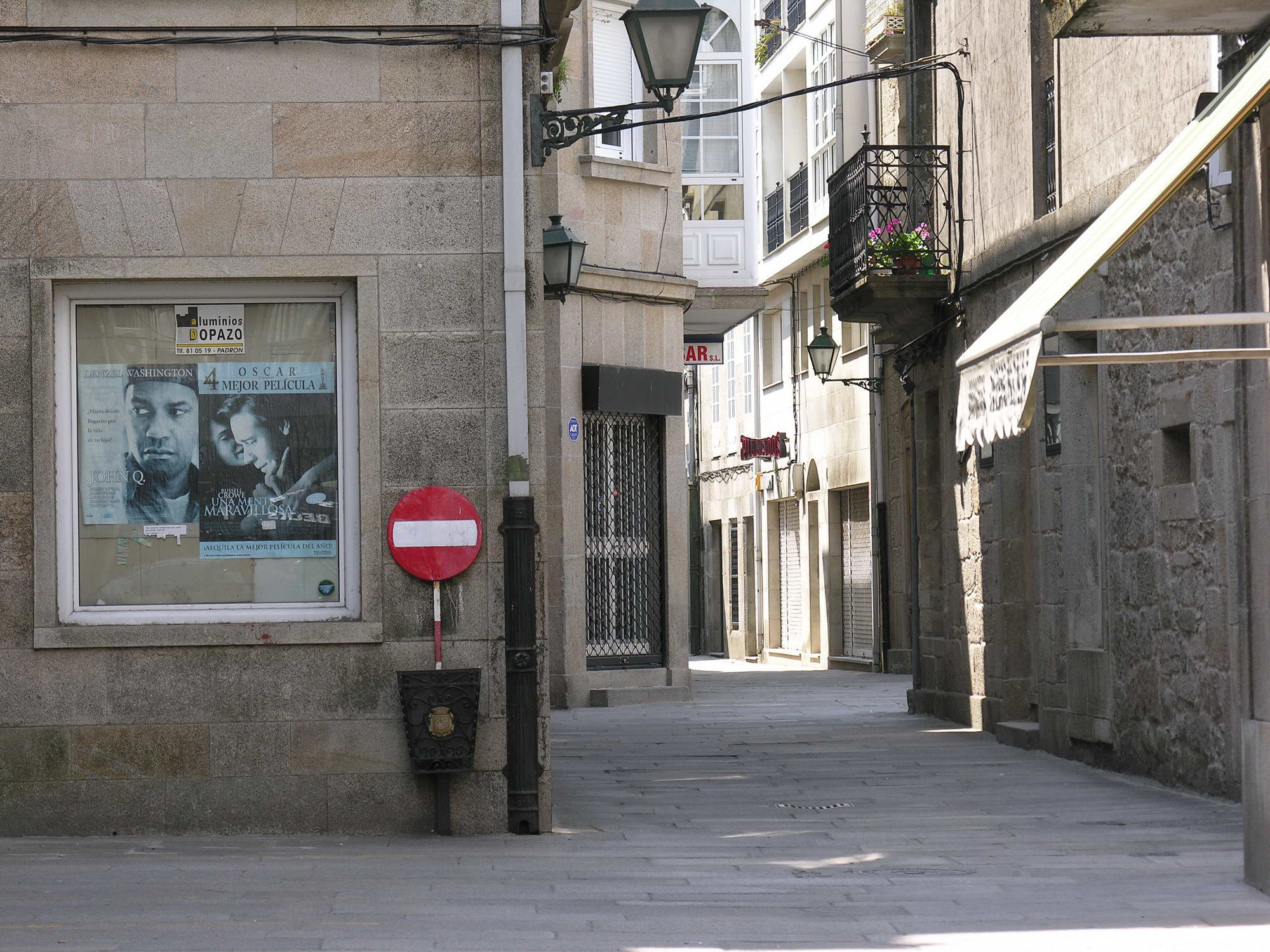
Padrón (La Coruña)

## Patrimonio de la ruta
Son éstas, rutas de grandes contrastes, en las que la naturaleza, la cultura y la historia muestran un impresionante abanico de posibilidades especialmente llamativo si tenemos en cuenta que no se trata de rutas de gran recorrido.

### Patrimonio natural y paisajístico
- Desde jardines urbanos al mismísimo Parque Nacional de las Islas Atlánticas, el patrimonio natural y paisajístico de esta ruta es de los más sorprendentes de entre todos los trazados de las rutas jacobeas. El visitante no dejará de admirar entre otros los siguientes monumentos:
  - Jardín del Umía en Caldas de Reyes.
  - Isla de Tambo en la Ría de Pontevedra
  - Parque de la Xunqueira de Alba en Pontevedra
  - Isla de las Esculturas en Pontevedra
  - Parque de las Palmeras en Pontevedra
  - Paseo marítimo de Pontevedra
  - Playa de la Lanzada en la Ría de Pontevedra
  - Isla de Ons en la Ría de Pontevedra
  - Isla de San Simón en la Ría de Vigo.
  - Ensenada de San Simón en la Ría de Vigo.
  - Islas Cíes en la Ría de Vigo.
  - Isla de Toralla en la Ría de Vigo.
  - Playa América en Nigrán.
  - Pozas de La Chavasqueira en Orense.
  - Las Gándaras de Budiño en Porriño.
  - Marismas del río Ulla en Puentecesures.
  - Playa de Samil en Vigo.
  - Laguna de Antela en Vilariño das Poldras.

### Patrimonio arqueológico
- Yacimientos megalíticos como los de Gondomar o la Pedra Cabaleira de Mos son algunos de los vestigios arqueológicos más antiguos que pueden encontrarse durante el recorrido.
- La cultura castrense tan extendida en Galicia se hace evidente repetidamente a lo largo del camino. Algunos de los restos más significativos son el Castro de Xián en Gondomar, el Castro de Santa Tecla en La Guardia y los Castros de Monte Aloia en Tuy.
- El Miliario de Redondela en Redondela
- Otro de los más importantes vestigios de civilizaciones pasadas es el Miliario de la Vía Nova en las proximidades de Vilariño das Poldras.

### Patrimonio artístico y monumental
- La extrema devoción jacobea de las comarcas gallegas da como resultado la construcción de numerosos edificios religiosos. En estas relativamente cortas rutas se concentran gran cantidad de templos de culto y otras construcciones de carácter místico, llamando especialmente la atención la gran cantidad de cruceros. Entre los muchos ejemplos que podríamos citar, ésta es sólo una pequeña muestra:
  - Catedral de San Martín en Orense.
  - Catedral de Santiago Apóstol en Santiago de Compostela.
  - Iglesia de la Virgen Peregrina en Pontevedra
  - Basílica de Santa María la Mayor en Pontevedra
  - Convento de San Francisco en Pontevedra
  - Iglesia de San Bartolomé en Pontevedra
  - Catedral de Santa María de Tuy.
  - Concatedral de Santa María en Vigo.
  - Santuario de La Esclavitud en Padrón.
  - Monasterio de San Martín Pinario en Santiago de Compostela.
  - Monasterio de San Pelayo de Antealtares en Santiago de Compostela.
  - Iglesia parroquial de La Asunción en La Guardia.
  - Iglesia de Santa María la Real en Oya.
  - Iglesia parroquial de Santiago Apóstol en Padrón..
  - Iglesia parroquial de San Julián en Puentecesures.
  - Capilla de Ánimas en Santiago de Compostela.
  - Crucero en Monterrey.
  - Crucero de Juan de Arriba en Padrón.
  - Crucero de San Lázaro en Puentecesures.
  - Crucero del puente en Puentecesures.
- La arquitectura civil de estas ciudades no es sino el reflejo de la importancia cultural y económica que algunas de ellas han tenido y tienen. Edificios residenciales, administrativos e industriales han llegado hasta nuestros días convertidos en auténticas reliquias arquitectónicas de las que se relaciona una pequeña muestra a continuación:
  - Puerto en Bayona.
  - Ayuntamiento en El Rosal.
  - Molinos de Folón en El Rosal.
  - Casa de los Canónigos en Iria Flavia.
  - Torre del Reloj en La Guardia.
  - Castillo en Monterrey.
  - Ayuntamiento en Orense.
  - Puente Viejo en Orense.
  - Puente del Milenio en Orense.
  - Casa de la Matanza en Padrón.
  - Fuente del Carmen en Padrón.
  - Ayuntamiento en Porriño.
  - Pazo de A Cova en Puentecesures.
  - Antiguo almacén de tabaco en Puentecesures.
  - Puente romano en Puentecesures.
  - Fuente de los Peregrinos en Puentecesures.
  - Puente del Burgo en Pontevedra
  - Casa consistorial de Pontevedra en Pontevedra
  - Casa de las Campanas (Pontevedra) en Pontevedra
  - Palacio de los Condes de Maceda en Pontevedra
  - Pazo de García Flórez en Pontevedra
  - Pazo de Mugartegui en Pontevedra
  - Palacio de la Diputación de Pontevedra en Pontevedra
  - Pazo de Lourizán en Pontevedra
  - Pazo de Fonseca en Santiago de Compostela.
  - Palacio de Rajoy en Santiago de Compostela.
  - Casa del Cabildo en Santiago de Compostela.
  - Casa-pazo de Vaamonde en Santiago de Compostela.
  - Hostal de los Reyes Católicos en Santiago de Compostela.
  - Colegio de San Jerónimo en Santiago de Compostela.
  - Plaza de abastos en Santiago de Compostela.
  - Colegio Mayor Fonseca en Santiago de Compostela.
  - Fuente de los Bueyes en Santiago de Compostela.

### Patrimonio cultural y popular
- Además de los albergados en los edificios reseñados en el apartado anterior, otros museos de gran interés que pueden visitarse durante el camino son:
  - Museo de Pontevedra en Pontevedra
  - Centro de interpretación de las Torres Arzobispales en Pontevedra
  - Museo de Arte Sacro en Allariz.
  - Jardín botánico en Padrón.
  - Museo Quiñones de León en Vigo.
  - Museo de Arte Contemporáneo de Vigo.
- La cultura popular queda patente en no pocas manifestaciones folclóricas y festivas en las comarcas recorridas. Dos de los principales eventos que tienen lugar en estas poblaciones son:
  - Rapa das Bestas en Oya.
  - Carnaval en Verín.